# ディズニー・モバイルオーダー
ディズニー・モバイルオーダーは、東京ディズニーリゾートアプリ内での新たなモバイルオーダーサービス。2023年11月8日に開始。

## 概要
2023年10月27日、オリエンタルランドより新たな新サービス「ディズニー・モバイルオーダー」が発表された。
この新サービスは2023年11月8日より開始され、初段階では東京ディズニーリゾート内4店舗での開始となった（東京ディズニーランド2店舗、東京ディズニーシー2店舗、計4店舗）。

## 対象店舗
現在、リゾート内では、17店舗でのモバイルオーダーを行っている。
東京ディズニーランド
1.プラズマ・レイズ・ダイナー
2.グランマ・サラのキッチン
3.キャンプ・ウッドチャック・キッチン
4.キャプテンフックス・ギャレー
5.ヒューイ・デューイ・ルーイのグッドタイム・カフェ
6.トゥモローランド・テラス
7.ペコスビル・カフェ
8.トルバドールタバン
9.ハングリーベア・レストラン
東京ディズニーシー
1.ユカタン・ベースキャンプ・グリル
2.カスバ・フードコート
3.セバスチャンのカリプソキッチン
4.ドックサイドダイナー
5.ミゲルズ・エルドラド・キャンティーナ
6.ケープコッド・クックオフ
7.ザンビー二・ブラザーズ・リストランテ
8.ニューヨーク・デリ
なお、両パークともに、今後サービス拡大を段階的に行っていく。